# Potentilla millefoliolata
Potentilla millefoliolata är en rosväxtart som beskrevs av Soják. Potentilla millefoliolata ingår i Fingerörtssläktet som ingår i familjen rosväxter. Inga underarter finns listade i Catalogue of Life.